# Arnold Kludas

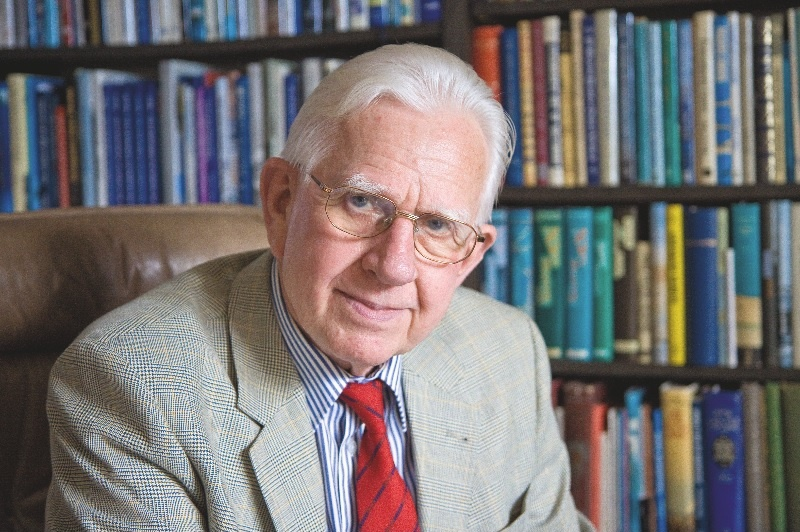
Arnold Kludas (Kirk R. Williams, 2009)

Arnold Kludas (* 18. Oktober 1929 in Hamburg-Rothenburgsort; † 25. Februar 2023) war ein deutscher Schifffahrtshistoriker und Bibliothekar.

## Leben
Kludas’ Vater war Lehrer an der Volksschule Wendenstraße in Hamburg-Hammerbrook. Die Mutter stammte aus dem mecklenburgischen Alt Jabel. Kludas Geschwister sind Hilde (* 1931) und Rainer (* 1935).
Kludas wurde 1936 in Hamburg eingeschult. Als er 1940 (ohne Aufnahmeprüfung) an die Hindenburg-Oberrealschule am Brekelbaumspark in Hamburg-Borgfelde wechselte, wurde sein Vater zur Wehrmacht einberufen. Im Zweiten Weltkrieg kam er 1941 mit der Kinderlandverschickung nach Eichgraben (Zittau). Zwei Jahre später entging seine Familie der Operation Gomorrha, weil sie bei der Großmutter in Alt-Jabel war. Alle Nachbarn in Hamburg kamen um. Dass der seit Juli 1944 vermisste Vater in der Normandie gefallen war, wurde erst 1947 zur Gewissheit. Kludas setzte seinen Schulbesuch 1943 an der in Internatsform betriebenen Mecklenburgischen Landesschule in Neukloster, Güstrow und Crivitz fort. Nach Kriegsende wurde die Schule aufgelöst. 1946 zog die Mutter mit den Kindern nach Bad Doberan, wo Kludas 1947 eine Tischlerlehre begann. Wegen Differenzen mit dem Lehrherrn brach er sie 1948 ab. Es folgten Tätigkeiten in Ziegeleien und im sächsischen Uranbergbau bei der SAG Wismut. Im Konflikt mit den politischen Verhältnissen entging er im Dezember 1951 nur mit Glück seiner Verhaftung. Der Flucht nach West-Berlin folgten Beschäftigungen in der Landwirtschaft, unter anderem als Traktoren- und Kraftfahrer im lippischen Barntrup.

### Blohm + Voss

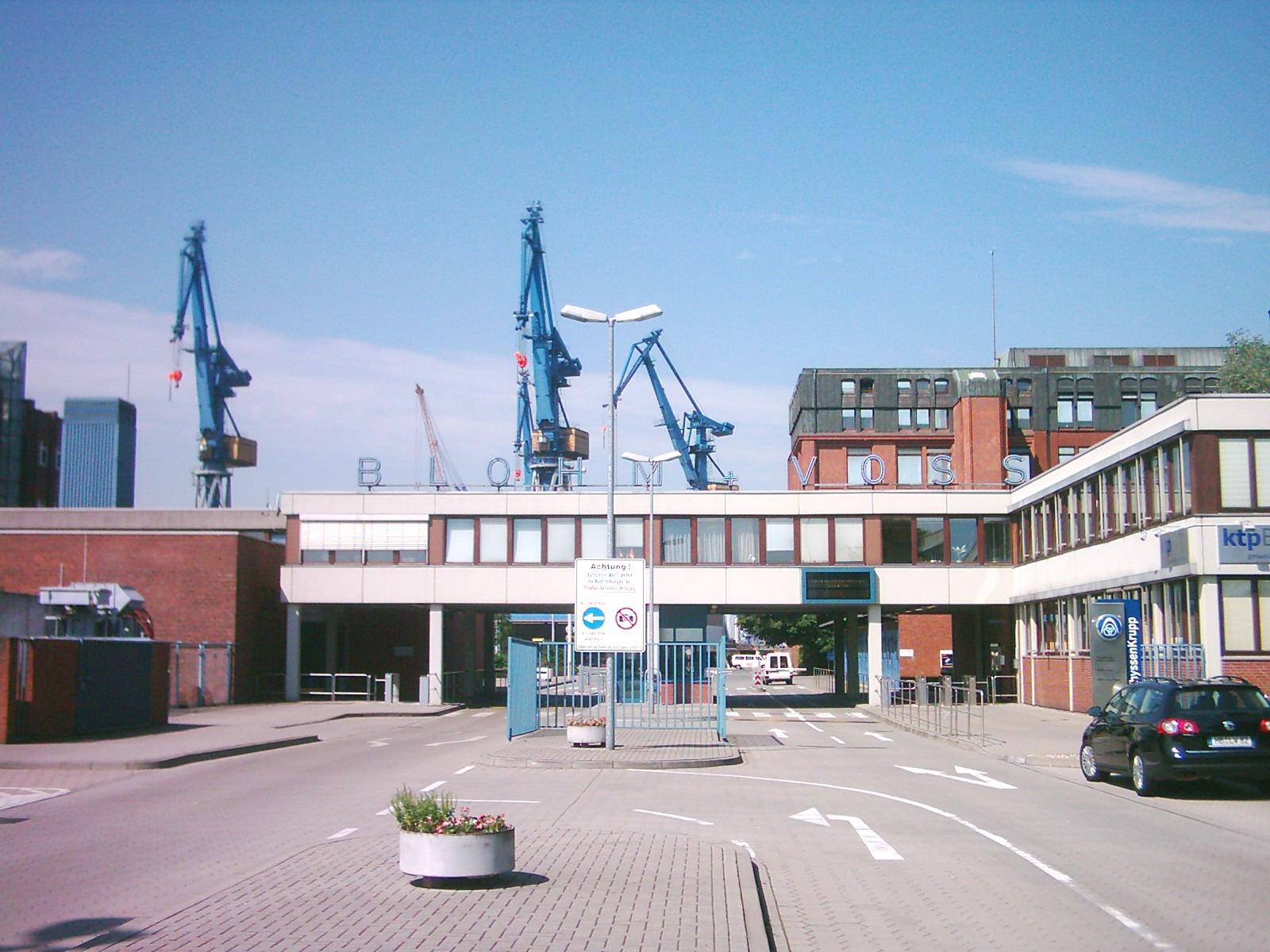
Blohm + Voss, Kludas’ Förderer

1955 kehrte er nach Hamburg zurück. Bei Blohm + Voss war er zunächst Kranführer, dann Büroleiter im Eisenlager und Arbeitsvorbereiter in der Schiffbaufertigung. Die Geschäftsführung wurde auf Kludas’ breites Wissen – besonders im Themenbereich Hamburg, Schifffahrt und Schiffbau – aufmerksam. Sie konsultierte ihn ab Mitte der 1960er Jahre zunehmend in schifffahrtsgeschichtlichen Fragen und betraute ihn mit Werftführungen anspruchsvollerer Gruppen und Persönlichkeiten. In seiner Haupttätigkeit wechselte Kludas in die Stellung eines Materialdisponenten und eines Sachbearbeiters in der Normung. Auf Beschluss des Vorstands wurde er 1972 zum Leiter der Fachbibliothek berufen.

### Stalling
Ebenfalls im Auftrag des Werftvorstands war Kludas 1971 mit dem in Bremerhaven entstehenden Deutschen Schifffahrtsmuseum in Berührung gekommen. In Gesprächen mit dem Kuratorium sollte er die Förderungswürdigkeit des Instituts beurteilen; aber noch war nicht zu ahnen, dass er beruflich an die Weser wechseln würde. 1973 ging er zum Verlag Gerhard Stalling in Oldenburg (Oldenburg). Als Verlagslektor und Redakteur leitete er drei Jahre lang die Programmsparte Stalling maritim. Die Kündigung bei Blohm + Voss war ihm schwergefallen; aber nun konnte er sich hauptberuflich mit der Geschichte der Seefahrt befassen.

### Deutsches Schifffahrtsmuseum
Als das Deutsche Schifffahrtsmuseum (DSM) am 5. September 1975 von Bundespräsident Walter Scheel eröffnet wurde, waren der Lesesaal und die Magazine von Bibliothek und Archiv noch ungeordnete Zwischenlager für alles, was nicht sogleich in die Ausstellung kam. Dies zu ändern war die Aufgabe von Kludas, der am 1. April 1976 seinen Dienst als Leiter der DSM-Bibliothek antrat. Schiffsmodelle, Gemälde und Schiffsglocken wurden in die vorgesehenen Depots verbracht, Bücher und Archivalien voneinander getrennt, fachgerecht aufgestellt oder abgelegt und ein systematischer und alphabetischer Katalog entwickelt, der den raschen Zugriff auf Literatur und Quellen zu den verschiedensten Themen ermöglicht. Trotz fortdauernder Unterbesetzung gelang es mithilfe von Praktikanten und ehrenamtlichen Mitarbeitern, die Bücher und Archivalien noch in den 1970er Jahren zu inventarisieren. Nach gut 16 Jahren beim DSM trat Kludas am 31. Oktober 1992 in den Ruhestand. Ab 2011 verwitwet, lebte er in Grünendeich.

### Fotograf
Von jeher passionierter Fotograf, überließ Kludas seine nach Tausenden zählenden Schwarzweißnegative und wertvolle Teile seiner Sammlung dem Deutschen Schifffahrtsmuseum. Dazu zählen Glasplattennegative mit Aufnahmen aus dem Hamburger Hafen und dem Hafen Rotterdam, die in den 1920er und 1930er Jahren entstanden sind. Walter Lüden hatte Kludas viele Originalabzüge auf Barytpapier überlassen, die er in den 1950er und 1960er Jahren im Hafen und auf der Elbe gemacht hat.

## Bedeutung
Kludas schrieb seit Anfang der 1970er Jahre mehr als 50 Bücher zu Themen der deutschen und internationalen Schifffahrtsgeschichte. Viele davon gelten als Standardwerke. Seinen Ruf als weltweit herausragender Chronist der internationalen Passagierschifffahrt begründete die auf fünf Bände angelegte Dokumentation Die großen Passagierschiffe der Welt, die zwischen 1972 und 1974 herauskam und ab 1975 unter dem Titel Great Passenger Ships of the World auch ins Englische übersetzt wurde. In fünf Bänden (1986–1990) behandelte Kludas Die Geschichte der deutschen Passagierschiffahrt in der Zeit von 1850 bis 1990. Die beiden Bände Vergnügungsreisen zur See – eine Geschichte der deutschen Kreuzfahrt inspirierten die Fernsehdokumentation Luxus auf dem Meer – die Geschichte der Kreuzfahrt (2011) von Reinhard Joksch und Annette Sander, in der Arnold Kludas prominent mitwirkte. Daneben war der Schifffahrtshistoriker auch an mehreren Büchern über den Hamburger Hafen beteiligt. In diesen Zusammenhang gehört auch sein 1988 veröffentlichter Rückblick auf die Schiffe und die Firmengeschichte des dort tätigen Fährbetreibers, der 1888 gegründeten Hafen-Dampfschiffahrt-Actien-Gesellschaft (HADAG).
Zu den aufgeführten Büchern kommen noch mehr als 100 Beiträge in deutschen und fremdsprachigen Jahrbüchern, Sammelwerken, Lexika, Zeitschriften, Zeitungen, Magazinen und anderen Printmedien. Rundfunk, Fernsehen und andere Institutionen schätzen Kludas als Interviewpartner, Referenten und Gutachter. Ein Beispiel ist die mehr als 50-jährige Zusammenarbeit mit dem Hamburger Hafenkonzert, bei dem er als Schifffahrtsexperte am Kapitänstisch mitwirkte. Ein anderes ist das 1987 vom Museum der Arbeit beim Deutschen Schifffahrtsmuseum angeforderte Eilgutachten. Indem Kludas darin kurz und konkret die musealen Alleinstellungsmerkmale der Cap San Diego nach Hamburg übermittelte, stellte er in buchstäblich letzter Stunde den Ankauf des Schiffes sicher.

## Bibliografie
- Die großen deutschen Passagierschiffe. Dokumentation in Wort und Bild. 3., verbess. u. erw. Auflage. Stalling, Oldenburg/Hamburg 1971, ISBN 3-7979-1825-9.
- Die großen Passagierschiffe der Welt. Eine Dokumentation. Stalling, Oldenburg/Hamburg.
  - Band I: 1858–1912. 1972, ISBN 3-7979-1823-3.
  - Band II: 1913–1923. 1973, ISBN 3-7979-1832-1.
  - Band III: 1924–1935. 1973, ISBN 3-7979-1833-X.
  - Band IV: 1936–1950. 1974, ISBN 3-7979-1838-0.
  - Band V: 1950–1974. 1974, ISBN 3-7979-1844-5.
- Die Schiffe der deutschen Afrika-Linien 1880–1945. Stalling, Oldenburg/Hamburg 1975, ISBN 3-7979-1867-4.
- Die Schiffe der Hamburg-Süd. 1871–1951. Stalling, Oldenburg/Hamburg 1976, ISBN 3-7979-1875-5.
- mit Rudolf Schmidt: Die deutschen Lazarettschiffe im Zweiten Weltkrieg. Motorbuch-Verlag, Stuttgart 1978, ISBN 3-87943-560-X.
- mit Herbert Bischoff: Die Schiffe der Hamburg-Amerika-Linie. Koehler, Herford.
  - Band 1: 1847–1906. 1979, ISBN 3-7822-0221-X.
  - Band 2: 1907–1926. 1980, ISBN 3-7822-0222-8.
  - Band 3: 1927–1970. 1981, ISBN 3-7822-0223-6.
- Mit Ralf Witthohn: Die deutschen Kühlschiffe. Koehler, Herford 1981, ISBN 3-7822-0248-1.
- Die Kaiserliche Marine auf alten Postkarten. Gesammelt und herausgegeben von Karl-Theo Beer. Gerstenberg, Hildesheim 1983, ISBN 3-8067-2007-X. (Weltbild-Verlag, Augsburg 1995, ISBN 3-89350-706-X).
- Deutsche Ozean-Passagierschiffe. 1850 bis 1895. Transpress, Berlin 1983. (Steiger, Moers 1984, ISBN 3-921564-64-6).
- Die großen Passagierschiffe der Welt.

Dieser und die fünf folgenden erschienenen Bände sind Fortsetzungen der oben aufgeführten gleichnamigen Bände I–V. Sie erschienen nach dem Konkurs des Stalling-Verlags bei Koehler in Herford, ab 1997 in Hamburg. Die Ausgaben 2002 und 2006 erschienen in vergrößertem Format und hatten zwei Koautoren. Danach übertrug Kludas das Standardwerk altershalber an die beiden Koautoren. Die seit 1972 erschienenen 13 Bände dieses Werkes bieten den weltweit einzigen Gesamtüberblick über alle seit 1858 erbauten Passagier-, Fähr- und Kreuzfahrtschiffe der Welt ab 10.000 BRT/BRZ, mit technischen und biografischen Daten sowie Fotos aller Schiffe.
1. Die großen Passagierschiffe, Fähren und Cruise Liner der Welt. Koehler, Herford 1983, ISBN 3-7822-0322-4.
2. Die großen Passagierschiffe der Welt. Koehler, Herford 1987, ISBN 3-7822-0412-3.
3. Die großen Passagierschiffe der Welt. Koehler, Herford 1991, ISBN 3-7822-0508-1.
4. Die großen Passagierschiffe der Welt. Koehler, Hamburg 1997, ISBN 3-7822-0652-5.
5. Mit Frank Heine und Frank Lose: Die großen Passagierschiffe der Welt. Koehler, Hamburg 2002, ISBN 3-7822-0813-7.
6. Mit Frank Heine und Frank Lose: Die großen Passagierschiffe der Welt. Koehler, Hamburg 2006, ISBN 3-7822-0931-1.

Englische Ausgabe: Great Passenger Ships of the World. Patrick Stephens, Cambridge.
Volume 1: 1858–1912. 1975, ISBN 0-85059-174-0.
Volume 2: 1913–1923. 1976, ISBN 0-85059-242-9.
Volume 3: 1924–1935. 1976, ISBN 0-85059-245-3.
Volume 4: 1936–1950. 1977, ISBN 0-85059-253-4.
Volume 5: 1951–1976. 1977, ISBN 0-85059-265-8.
Volume 6: 1977–1986. 1984, ISBN 0-85059-747-1.
- Rickmers: 1834–1984. 150 Jahre Schiffbau und Schiffahrt. Koehler, Herford 1984, ISBN 3-7822-0343-7.
(150 Years Rickmers. 1834–1984. Jubiläumsschrift, ISBN 3-7822-0350-X).
- Vom Einbaum zum Atomschiff. (= Was ist was. Band 25). Tessloff, Hamburg 1984, ISBN 3-7886-0265-1.
  - Polnische Ausgabe: Od dlubanki do okretu atomowego. Co i yak, Tom 20. Atlas, Wrocław 1995, ISBN 83-85503-03-X.
- Schiffe. (= Was ist was. Band 25). Tessloff, Nürnberg 1995, ISBN 3-7886-0265-1.
–Ungarische Ausgabe: Hajok. Tessloff és Babilon Kiadó. 1. Auflage. 1998, ISBN 963-7937-76-5.
–Russische Ausgabe: 2011, ISBN 978-5-486-03788-7.
–Tschechische Ausgabe: Lode. Fraus, Plzeň 2006, ISBN 80-7238-494-5.
–Chinesische Ausgabe: Dolphin Media. 2010, ISBN 978-7-5351-5513-9.
- Technikmuseum WILHELM BAUER. Selbstverlag, Bremerhaven 1984.
- Die Geschichte der deutschen Passagierschiffahrt. Kabel, Hamburg (Einbändige Lizenzausgabe bei Bertelsmann, Gütersloh 1991 unter dem Titel: Die Geschichte der deutschen Passagierschiffahrt 1850–1990. Fünfbändige Lizenzausgabe für Weltbild, Augsburg 1994, ISBN 3-89350-821-X).
  - Band 1: Die Pionierjahre von 1850 bis 1890. (= Schriften des Deutschen Schiffahrtsmuseums. Band 18). 1986, ISBN 3-8225-0037-2.
  - Band 2: Expansion auf allen Meeren 1890 bis 1900. (= Schriften des Deutschen Schiffahrtsmuseums. Band 19). 1987, ISBN 3-8225-0038-0.
  - Band 3: Sprunghaftes Wachstum 1900 bis 1914. (= Schriften des Deutschen Schiffahrtsmuseums. Band 20). 1988, ISBN 3-8225-0039-9.
  - Band 4: Vernichtung und Wiedergeburt 1914 bis 1930. (= Schriften des Deutschen Schiffahrtsmuseums. Band 21). 1989, ISBN 3-8225-0047-X.
  - Band 5: Eine Ära geht zu Ende 1930 bis 1990. (= Schriften des Deutschen Schiffahrtsmuseums. Band 22). 1990, ISBN 3-8225-0041-0.
- Hundert Jahre HADAG-Schiffe. 1888–1988. Koehler, Herford 1988, ISBN 3-7822-0446-8.
- Der Hamburger Hafen auf alten Ansichtskarten. 1888–1914. Gesammelt und herausgegeben von Karl-Theo Beer. Koehler, Herford 1988, ISBN 3-7822-0453-0.
- Mit Dieter Maass und Susanne Sabisch: Hafen Hamburg. Die Geschichte des Hamburger Freihafens von den Anfängen bis zur Gegenwart. Kabel, Hamburg 1988, ISBN 3-8225-0089-5.
- Hamburg, wie hast du dich verändert. Ein Spaziergang durch die nahe Vergangenheit unserer Stadt. Mit 100 Fotos von Walter Lüden. Kabel/Hamburger Abendblatt 1991. ISBN 3-8225-0173-5.
- Die Seeschiffe des Norddeutschen Lloyd. Koehler, Herford.
  - Band 1: 1857–1919. 1991, ISBN 3-7822-0524-3.
  - Band 2: 1920–1970. 1992, ISBN 3-7822-0534-0.
- Die Schnelldampfer ‚Bremen‘ und ‚Europa‘: Höhepunkt und Ausklang einer Epoche. Koehler, Herford 1993, ISBN 3-7822-0566-9.
- Hapag-Lloyd. Die ersten 25 Jahre. Reedereichronik. Biografien der Seeschiffe. Detlefsen, Bad Segeberg/Cuxhaven 1994.
- Damals auf der Unterelbe. Ein nostalgischer Rückblick auf die letzten Jahre der konventionellen Schiffahrt 1950–1970. Detlefsen, Bad Segeberg/Cuxhaven 1995, ISBN 3-928473-21-2.
- Die Cap-Schnelldampfer der Hamburg Süd. Königinnen des Südatlantik. Koehler, Hamburg 1996, ISBN 3-7822-0655-X.
- Hamburg, wie hast du dich verändert. 1960–1995. Die Stadtlandschaft im Wandel der Jahre. Ein Spaziergang von Hammerbrook über Altstadt, Neustadt und St. Pauli nach Altona. Kabel, Hamburg 1996. ISBN 3-8225-0381-9.
- Lloyd’s Register in Deutschland – 125 Jahrfeier. 1996 (auch engl. Ausgabe).
- Mit Harry Braun: Auf Hamburgs Wasserstraßen. Eine illustrierte Geschichte der Ewerführerei im Hafen, auf Elbe, Alster, Bille und den Fleeten und Kanälen. (= Schriften des Deutschen Schiffahrtsmuseums. Band 45). Kabel, Hamburg 1997, ISBN 3-8225-0411-4. (Unter dem Titel Ewerführer. Eine illustrierte Geschichte der Ewerführerei auf Hamburgs Wasserstraßen. Die Hanse, Hamburg 2002, ISBN 3-434-52602-1).
- Das Blaue Band des Nordatlantiks. Der Mythos eines legendären Wettbewerbs. Mit Zeichnungen von Dietmar Borchert. Koehler, Hamburg 1999, ISBN 3-7822-0742-4.
(Record Breakers of the North Atlantic. Blue Riband Liners 1838–1952. Including thirty-five drawings of all the Blue Riband Ships by Dietmar Borchert. Chatham, London 2000, ISBN 1-86176-141-4).
- Vergnügungsreisen zur See. Eine Geschichte der deutschen Kreuzfahrt. Convent, Hamburg.
  - Band 1: 1889–1939. (= Schriften des Deutschen Schiffahrtsmuseums. Band 55). Mit Zeichnungen von Dietmar Borchert, 2001.
  - Band 2: 1952 bis heute. (= Schriften des Deutschen Schiffahrtsmuseums. Band 56). 2003, ISBN 3-934613-22-5.
- Die glanzvolle Ära der Luxusschiffe. Eine illustrierte Kulturgeschichte im Spiegel zeitgenössischer Quellen. Koehler, Hamburg 2005, ISBN 3-7822-0922-2.
- Die Geschichte der Hapag-Schiffe. Hauschild, Bremen.
  - Band 1: 1847–1900. 2007, ISBN 978-3-89757-341-3.
  - Band 2: 1901–1914. 2008, ISBN 978-3-89757-397-0.
  - Band 3: 1914–1932. 2008, ISBN 978-3-89757-423-6.
  - Band 4: 1933–1970. 2009, ISBN 978-3-89757-450-2.
  - Band 5: Seebäderschiffe, Seeschlepper, Hilfsschiffe. 2010, ISBN 978-3-89757-468-7.
- Mit Karsten-Kunibert Krüger-Kopiske und Gert Uwe Dethlefsen: Deutsche Reedereien. Bd. 47, Hapag-Lloyd I. Detlefsen, Bad Segeberg 2014, ISBN 3-928473-28-X.
- Mit Karsten-Kunibert Krüger-Kopiske und Gert Uwe Dethlefsen: Deutsche Reedereien. Bd. 47, Hapag-Lloyd II. Detlefsen, Bad Segeberg 2014, ISBN 3-928473-28-X / B.
- mit Harald Focke: Auf der Weser. Fotografien von Karl-Heinz Schwadtke aus den 1960er-Jahren in Bremen und Bremerhaven. Oceanum, Wiefelstede, ISBN 978-3-86927-431-7.